# Erioptera yarraga
Erioptera yarraga är en tvåvingeart som beskrevs av Günther Theischinger 1994. Erioptera yarraga ingår i släktet Erioptera och familjen småharkrankar. Inga underarter finns listade i Catalogue of Life.